# Celtic Manor Resort
The Celtic Manor Resort er et stort hotel i Newport, Wales med en golfklub som har været under konstruktion siden 1990'erne og var scene for Ryder Cup i 2010. Det var første gang at cuppen afholdes i Wales.
Feriestedet er et hotel, landsted og en golfklub i landlige omgivelser. Stedet er udviklet rundt om et victoriansk residens som fungerede som hospital for fødende kvinder i 1900'erne og blev åbnet som et hotel med 17 rum i 1982. Den første golfbane blev åbnet i 1995 og golfbanen er blevet udvidet og forbedret flere gange siden. Hotellet har 400 rum heriblandt et konferencerum. Ejeren er Terry Matthews.
Per 2005 har stedet tre golfbaner:
- Wentwood Hills (åbnet i 1999)
- Roman Road (åbnet i 1995)
- Coldra Woods Academy Course (åbnet i 1996)